# Ачиреале
Ачиреале, Ачіреале (італ. Acireale, сиц. Jaciriali) — місто та муніципалітет в Італії, у регіоні Сицилія, метрополійне місто Катанія.
Ачиреале розташоване на відстані близько 530 км на південний схід від Рима, 170 км на схід від Палермо, 14 км на північний схід від Катанії.
Населення — 52 703 особи (2014).
Щорічний фестиваль відбувається 26 липня. Покровителька — свята Венера.

## Демографія
Населення за роками:

Станом на 1 січня 2023 року в муніципалітеті офіційно проживало 1589 іноземців з 83 країн, серед них 460 громадян країн Євросоюзу та 32 громадяни України.

## Сусідні муніципалітети
- Ачі-Кастелло
- Ачі-Катена
- Ачі-Сант'Антоніо
- Джарре
- Ріпосто
- Санта-Венерина
- Цафферана-Етнеа

## Міста-побратими
- Мар-дель-Плата, Аргентина
- В'яреджо, Італія